# Parapiptadenia blanchetii
Parapiptadenia blanchetii är en ärtväxtart som först beskrevs av George Bentham, och fick sitt nu gällande namn av Vaz och Marli Pires Morim de Lima. Parapiptadenia blanchetii ingår i släktet Parapiptadenia och familjen ärtväxter. Inga underarter finns listade i Catalogue of Life.